# Una finestra vistalago
Una finestra vistalago è un romanzo di Andrea Vitali, pubblicato nel 2003, dalla casa editrice Garzanti.

## Trama
Romanzo corale e polifonico che copre il periodo dall'inizio del XX secolo ai turbolenti anni settanta. Filo conduttore della trama è il nome Giuseppe Arrigoni, portato da almeno sette persone nel paese di Bellano, e quindi fonte di una continua commedia degli equivoci. 
Personaggi principali sono Eraldo Bonomi, operaio aderente al PSIUP, preso in giro dalla bella moglie Elena; il dottor Aurelio Tornabuoni, medico condotto di origine emiliana, attivista del PCI e scapolo inveterato, che intesse una girandola di relazioni sentimentali e politiche; la ricca e volitiva Maria Grazia Perdicane e i suoi mariti. I comprimari comprendono il parroco, il maresciallo dei carabinieri, gli sfaccendati e le beghine che immancabilmente popolano i romanzi di Vitali.
La tecnica narrativa si distingue in modo particolare nella chiusura e nell'apertura dei capitoli.

## Edizioni
- Andrea Vitali, Una finestra vistalago, Garzanti, 2003,  p. 360, ISBN 88-11-66536-1.